# 牛宿四
摩羯座π，又名BD-18 5685，HD 194636、SAO 163592、HR 7814，是摩羯座的一颗恒星，视星等为5.25，位于銀經26.22，銀緯-29.08，其B1900.0坐标为赤經20h 21m 35.8s，赤緯-18° -29.08′ 23″。